# Křížovice (Plánice)
Křížovice jsou malá vesnice, část města Plánice v okrese Klatovy v Plzeňském kraji. Nachází se asi čtyři kilometry jihozápadně od Plánice. Prochází zde silnice II/187. Křížovice leží v katastrálním území Křížovice u Číhaně o rozloze 3,28 km².

## Historie
První písemná zmínka o vesnici pochází z roku 1551.

## Obyvatelstvo
| Rok            | 1869 | 1880 | 1890 | 1900 | 1910 | 1921 | 1930 | 1950 | 1961 | 1970 | 1980 | 1991 | 2001 | 2011 | 2021 |
| -------------- | ---- | ---- | ---- | ---- | ---- | ---- | ---- | ---- | ---- | ---- | ---- | ---- | ---- | ---- | ---- |
| Počet obyvatel | 239  | 240  | 269  | 248  | 272  | 246  | 219  | 138  | 125  | 98   | 64   | 40   | 40   | 42   | 52   |
| Počet domů     | 37   | 43   | 44   | 45   | 44   | 43   | 43   | 44   | 34   | 31   | 27   | 34   | 34   | 35   | 37   |

## Obecní správa
Při sčítání lidu v letech 1850–1929 Křížovice byly osadou obce Zdebořice v okrese Klatovy. V letech 1930–1960 byly samostatnou obcí v okrese Klatovy. V letech 1961–1979 byly částí obce Číhaň v okrese Klatovy. Od 1. ledna 1980 jsou částí města Plánice v okrese Klatovy. Poté se Číhaň opět osamostatnila, ale Křížovice již zůstaly součástí Plánice.

## Galerie

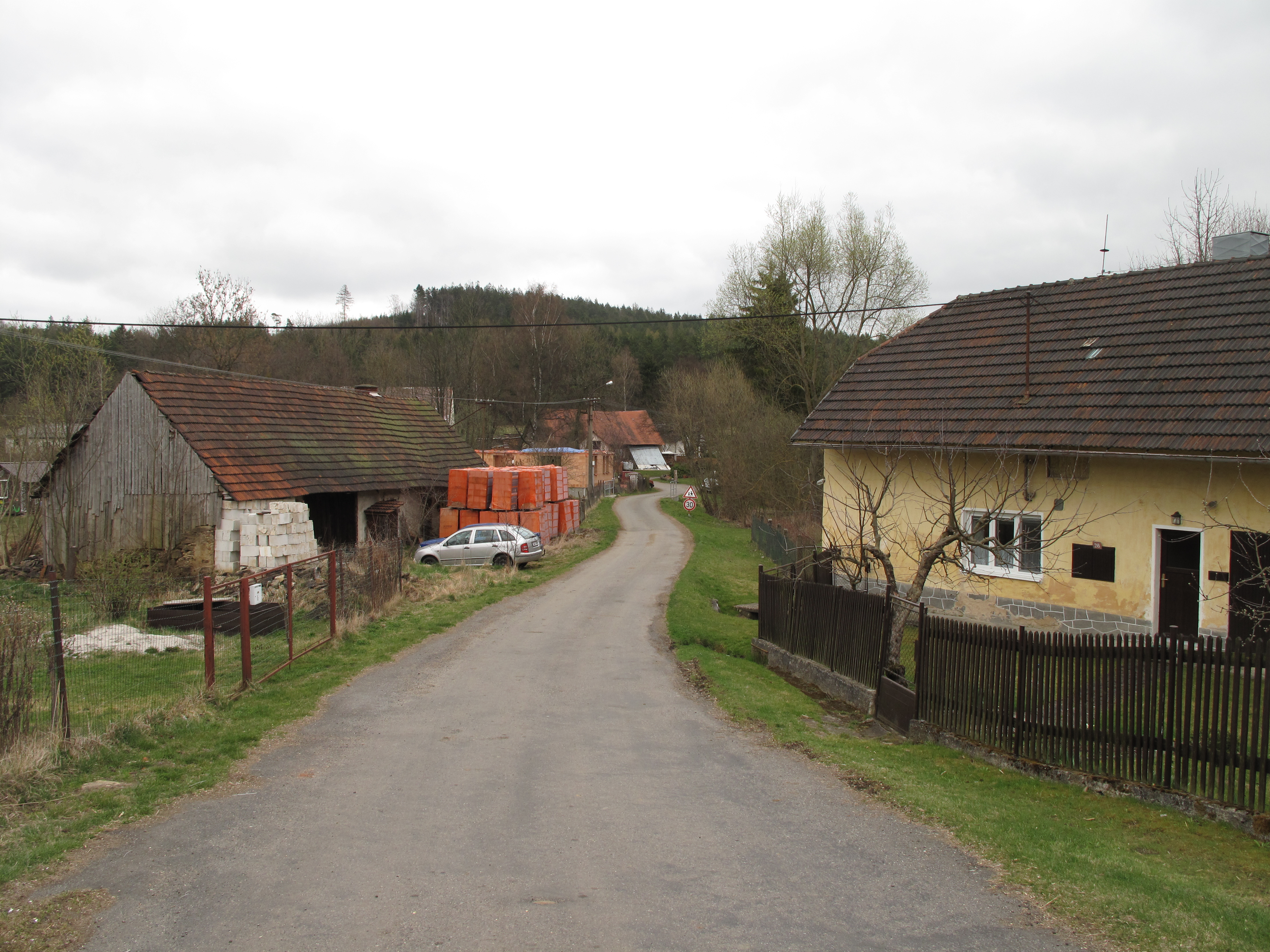
Cesta mezi domy
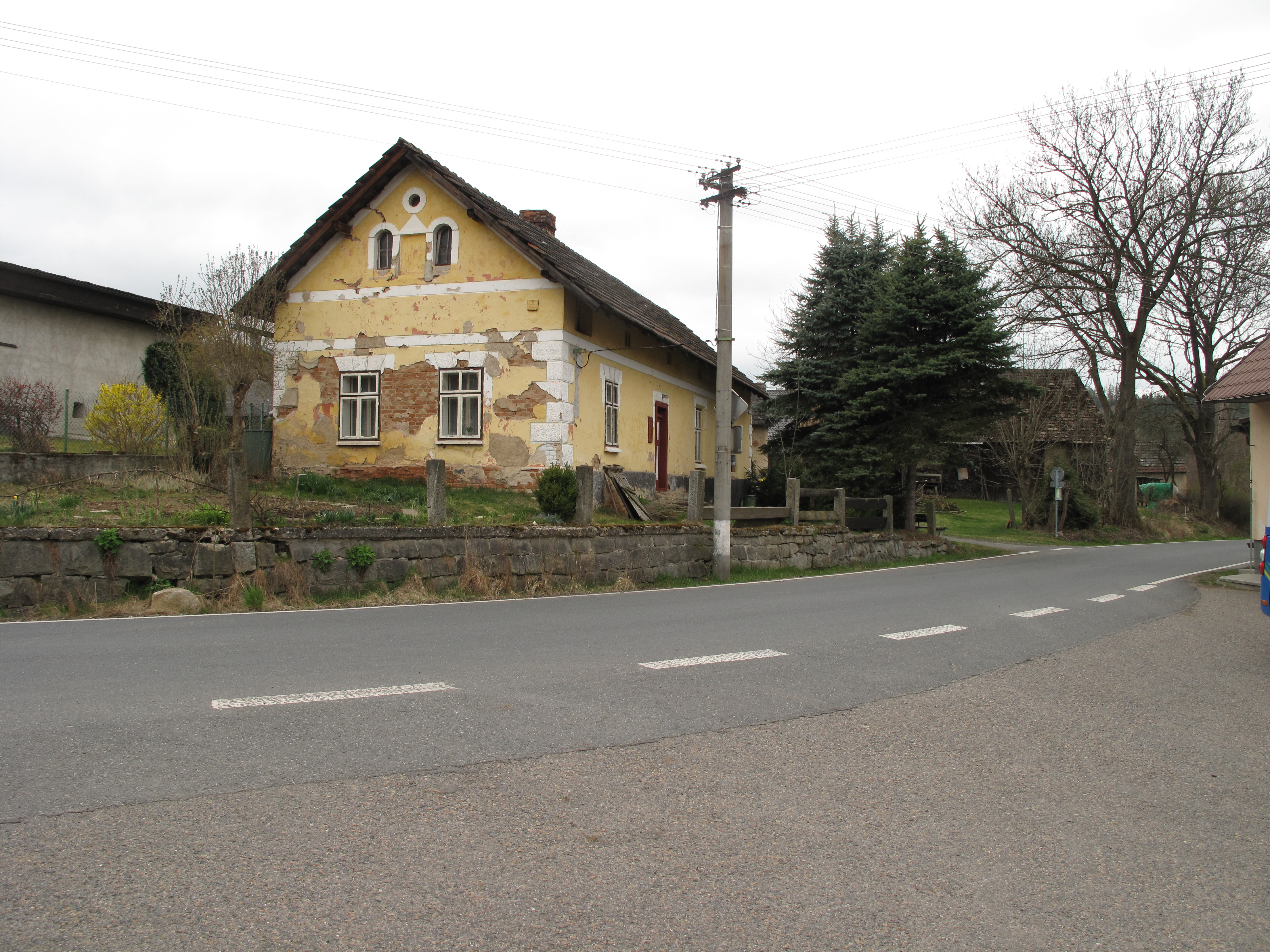
Dům u silnice
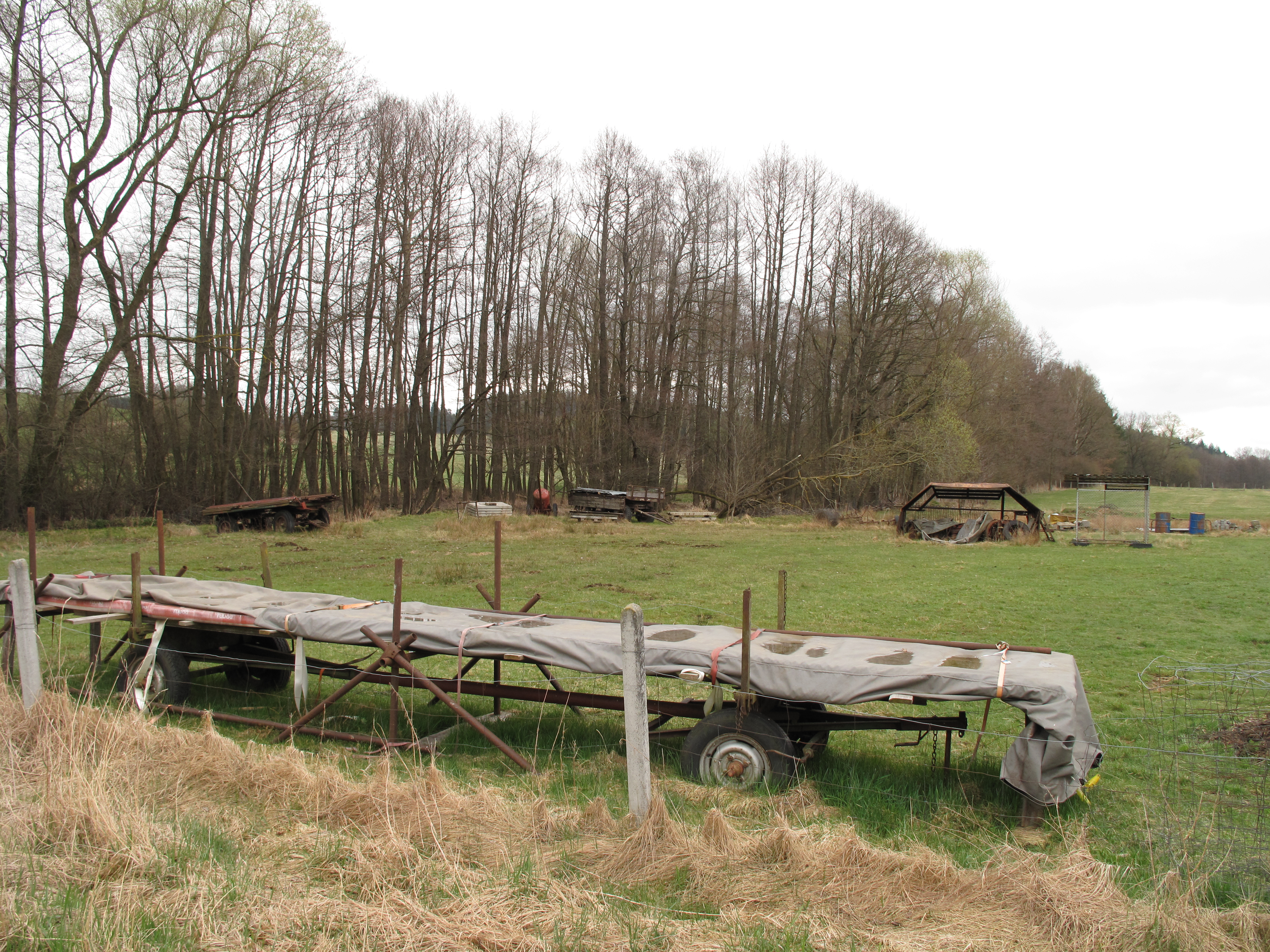
Pastvina